# Almanaque Mundial
El Almanaque Mundial (del inglés The World Almanac and Book of Facts ) es una publicación de referencia estadounidense anual y es el almanaque más vendido del mundo
Incluye información sobre diversas materias: grandes acontecimientos, tragedias, hitos deportivos, etc. El almanaque puede ser encontrado en hogares, bibliotecas, centros educativos, empresas y puntos de venta de periódicos en los Estados Unidos y en un grado más limitado en otras partes del mundo.
Se ha publicado anualmente desde 1868. La edición 2010 (ISBN 978-1-60057-123-7) tuvo 1008 páginas.
Desde 1954 hasta 2017, el libro tuvo una versión en idioma español bajo el nombre Almanaque Mundial editada por la Editorial Televisa de México, empresa que adquirió los derechos exclusivos para Hispanoamérica. Mientras la edición estadounidense tiene un total de 1008 páginas, la mexicana tiene 609. Esta versión se dejó de publicar en 2017 por los problemas económicos que atravesaba la editorial; su última edición fue la del 2018, publicada en 2017.

## Historia

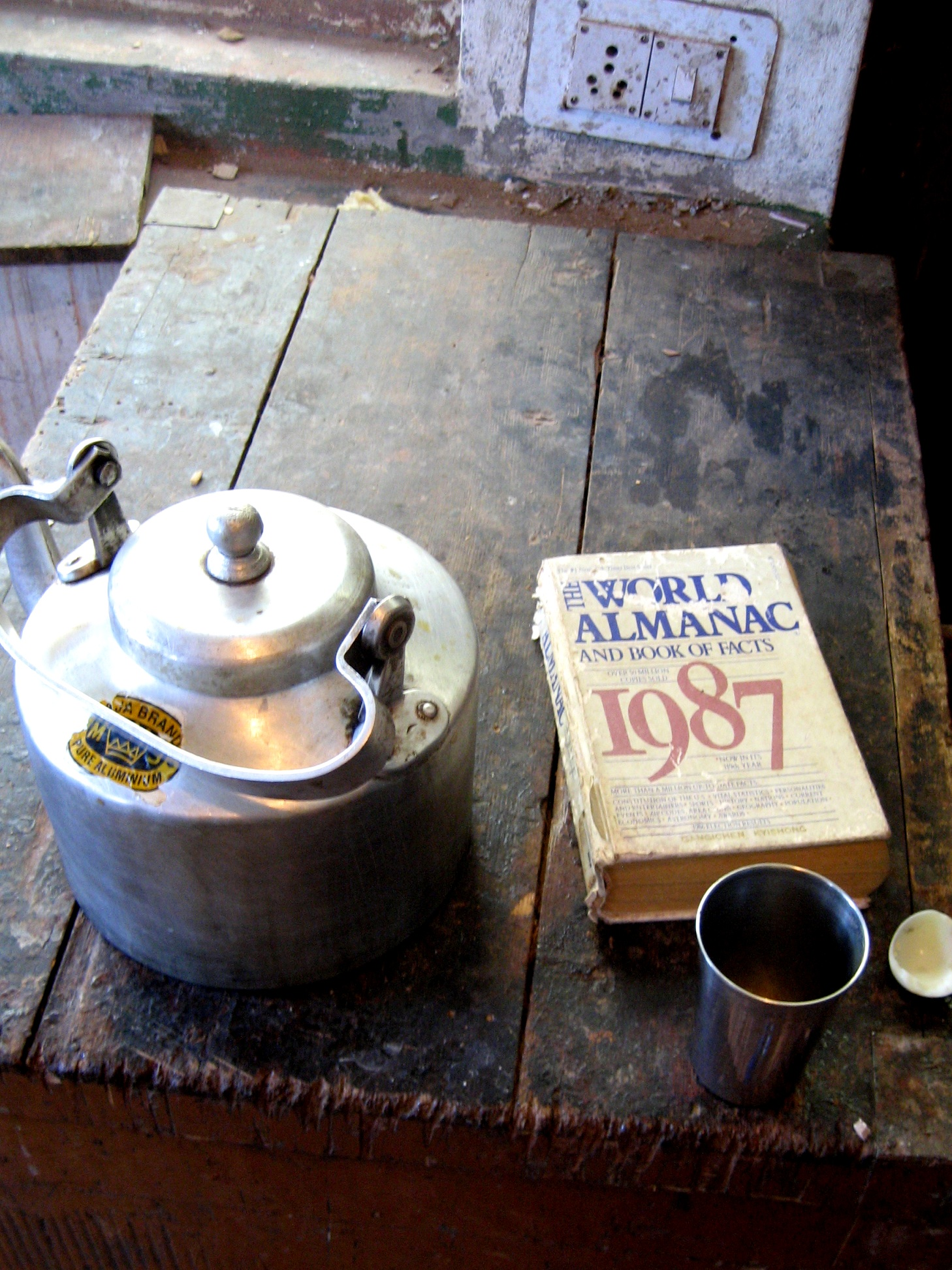
El Almanaque Mundial en su versión en inglés, de 1987

La primera edición de The World Almanac  (El Almanaque Mundial)  fue publicado por el periódico The New York World en 1868, tres años después del fin de la Guerra Civil y el asesinato del presidente Abraham Lincoln.
En 1876 la publicación se detuvo, pero se reanudó en 1886.   En 1894 el nombre cambió a The World Almanac and Encyclopedia (El Almanaque Mundial y Enciclopedia). En 1906, el New York Times, al informar sobre la publicación de la 20.ª edición, dijo que "el almanaque ha hecho por sí mismo una posición segura, solo superada por el Almanaque de cuarenta años de edad Whitaker's Almanack de Londres, con el cual solo puede tener comparación.
Entre finales del siglo XIX y 1934, el edificio New York World ocupó un lugar destacado en la portada del almanaque. En 1923, el nombre de la publicación cambió a su nombre actual: The World Almanac and Book of Facts (Almanaque Mundial y Libro de Datos).
El padre del presidente estadounidense Calvin Coolidge leyó El Almanaque Mundial, cuando juró a su hijo a la oficina. Desde entonces, las fotos han demostrado que los presidentes John F. Kennedy y Bill Clinton también lo han utilizado como un recurso.
The New York World se fusionó con la empresa Scripps, encargada de los telegramas en la ciudad, para formar el New York World-Telegram en 1931. El Almanaque sobrevivió a la clausura de la World-Telegram en 1966.
A finales de diciembre de 1984, la edición de 1985 alcanzó el primer lugar en la categoría de “Consejo de Bolsillo”, ”Cómo se hace”  y “Libros diversos”, en el New York Times, en su lista de best-sellers, con más de 1.760.000 de copias vendidas.
La primera versión del juego de vídeo ¿Dónde está en el mundo Carmen Sandiego?, publicado en 1985 para la computadora Apple II en 1985, fue incluido con la compra del Almanaque Mundial de ese año.
El Almanaque Mundial para los niños se ha publicado anualmente desde 1995.
En 1993 Scripps vendió el Almanaque a la compañía de revistas K-III Communications (luego llamada Primedia). Posteriormente, El Almanaque Mundial fue vendido a la Ripplewood Holdings' WRC Media  en 1999. Ripplewood compró Reader's Digest y el libro se produjo a continuación por el World Almanac Education Group (Almanaque Mundial Grupo de Educación), que era propiedad de The Reader's Digest Association.
Finalmente, El Almanaque Mundial fue vendido a Infobase Publishing en 2009.

## Algunas listas publicadas son
- “Las diez personas más influyentes del Segundo Milenio del Almanaque Mundial”, 200.

- "Las 25 mujeres más influyentes del mundo en América del Almanaque" (incluye a Helen Thomas, Gloria Steinem, Jane Bryant Quinn, Mary Cunningham Agee, Emma Bombeck y Phyllis Schlafly).

## Edición y publicación
A mediados de la década de 1980, el equipo que trabajaba en la elaboración del almanaque estaba compuesto por 10 personas. 
El 20% del contenido del Almanaque era actualizado en raras ocasiones (por ejemplo, el texto de la Constitución de los Estados Unidos). Pero un 50% de la publicación era modificado al menos superficialmente todos los años. Los artículos nuevos concentraban el 30 por ciento del contenido.

## Deportes
En una publicación de Newspaper Enterprise Association (NEA ), el Almanaque Mundial está dispuesto a publicar equipos de la NFL, NEA y All-Pro, que fueron lanzados también a los medios de comunicación. El equipo NEA All-Pro se desarrolló entre 1955 y 1992.

## Edición para Hispanoamérica
La Editoral Televisa adquirió los derechos exclusivos para distribuir una versión en español de esta enciclopedia y distribuirla en toda Hispanoamérica de forma independiente a la versión original en inglés. Fue lanzada  bajo el nombre de Almanaque Mundial en 1954, editado desde México. y mantenía el mismo contenido del original, pero con un contexto de artículos mucho más internacional. Esta versión tenía un número de páginas bastante menor a la estadounidense.
La Editorial tenía sucursales en Caracas (hasta 2018). en Buenos Aires, Bogotá, Santiago de Chile, Quito, Lima y San Juan (hasta 2019); y poseía sedes en Miami, Nueva York y Los Ángeles para la distribución de esta versión del almanaque entre la diaspora latinoamericana radicada en Estados Unidos
La revista, de 600 páginas por edición, presentaba secciones sobre datos geográficos, políticos, sociales y económicos de cada país del mundo. También contenía información sobre personalidades que destacaron cada año.
Los datos presentados en la obra provenían de fuentes importantes como el Acuerdo General sobre Aranceles Aduaneros y Comercio (GATT), Comisión Económica para Europa (CEE-ONU), Organización para la Agricultura y la Alimentación, Unión Europea, Organización de Naciones Unidas (ONU), etc., así como información y material gráfico proporcionado por embajadas de distintos países.
Cada nación era presentada con una ficha estandarizada compuesta por el nombre oficial del país, el clima, la religión, el índice de alfabetización, la moneda, el idioma, países que lo limitan, tamaño de su superficie, breve reseña histórica, etc. 
El Almanaque Mundial dejó de publicarse por decisión de Editorial Televisa en agosto del 2017, su última edición correspondía al año 2018. El cierre se debió a la crisis económica que atravesaba el Grupo Televisa, la cual se vio reflejada en el cierre de sus sucursales fuera de México dos años después.